# Muraki Yoshirō
Muraki Yoshirō (jap. 村木 与四郎; * 15. August 1924 in Tokio, Präfektur Tokio; † 26. Oktober 2009 in Setagaya, Präfektur Tokio) war ein japanischer Artdirector, Kostüm- und Szenenbildner, der dreimal für den Oscar für das beste Szenenbild sowie ein weiteres Mal für den Oscar für das beste Kostümdesign nominiert war und mehrere japanische Filmpreise erhielt.

## Biografie
Muraki Yoshirō begann Ende der 1940er Jahre als Assistierender Artdirector bei Yoidore tenshi (1948) und war im Laufe seiner Karriere an der Ausstattung von über 70 Filmen beteiligt. Dabei arbeitete er insbesondere mit Kurosawa Akira und arbeitete von Ein Leben in Furcht (Ikimono no Kiroku, 1955) an bei allen dessen Filmen mit Ausnahme von Uzala, der Kirgise (1975) mit.
Seine erste Auszeichnung erhielt er als bester Artdirector 1958 beim Mainichi Eiga Concours für die Filme Das Schloss im Spinnwebwald (1957) sowie Nachtasyl (1957). Bei der Oscarverleihung 1962 war er für den Oscar für das beste Kostümdesign in dem Schwarzweißfilm Yojimbo – Der Leibwächter (1961) nominiert. 1971 war er erstmals für den Oscar für das beste Szenenbild nominiert und zwar mit Jack Martin Smith, Richard Day, Taizō Kawashima, Walter M. Scott, Norman Rockett und Carl Biddiscombe für Tora! Tora! Tora! (1970).
Einen weiteren Preis als bester Artdirector beim Mainichi Eiga Concours erhielt er 1973 für Kaigun tokubetsu nensho hei (1972). Für den Film Kagemusha – Der Schatten des Kriegers (1980) erhielt er nicht nur seinen dritten Sieg als bester Artdirector beim Mainichi Eiga Concours, sondern war darüber hinaus auch ein weiteres Mal bei der Oscarverleihung 1981 für den Oscar für das beste Szenenbild nominiert. Seine insgesamt vierte und letzte Oscarnominierung erhielt er zusammen mit Shinobu Muraki bei der Oscarverleihung 1986 für das beste Szenenbild in Ran (1985). Für diesen Film erhielten er zusammen mit Shinobu Muraki auch seinen ersten Japanese Academy Award für das beste Szenenbild und war darüber hinaus 1987 auch für den BAFTA Award der British Academy of Film and Television Arts (BAFTA) nominiert.
Nach einer Nominierung für den Japanese Academy Award 1991 mit Akira Sakuragi für das beste Szenenbild in Akira Kurosawas Träume (1990) erhielt er diesen Preis anschließend viermal und zwar 1992 für Rhapsodie im August (1991), 1994 für die beiden Filme Madadayo (1993) und Niji no hashi (1993), 1995 für 47 Ronin (Shijūshichinin no shikaku, 1994) sowie 2001 für Nach dem Regen (1999).
Nachdem er mit Sakai Tadashi 2003 ein letztes Mal für den Japanese Academy-Award als bester Artdirector für Amida-do dayori (2002) nominiert war, wurde ihm 2010 posthum der Sonderpreis der Japanese Academy verliehen.
Im Laufe seiner Karriere arbeitete er mit nicht nur mit Akira Kurosawa, sondern auch mit Filmregisseuren wie Imai Tadashi, Matsuyama Zenzō, Ichikawa Kon, Koizumi Takashi, Richard Fleischer und Fukasaku Kinji zusammen.